# Guillermo Laborde
Guillermo Laborde (Montevideo, 24 de octubre de 1886 - Ib., 13 de mayo de 1940) fue un pintor, escultor y diseñador uruguayo. 

## Biografía
Se formó en el Círculo de Bellas Artes de Montevideo con Carlos María Herrera. A partir de 1912 estudió en Florencia, Roma, París y España, becado por el gobierno uruguayo. Regresó a Montevideo en 1920 y a partir de 1923 comenzó su labor docente en la Escuela Industrial, el Círculo Fomento de Bellas Artes y en los Institutos Normales.
Integró el Movimiento planista junto a José Cuneo Perinetti, Carmelo de Arzadun, Alfredo De Simone y Petrona Viera siendo un gran divulgador de sus principios: una pintura sintética, de planos recortados, colores brillantes y exaltada luminosidad. 
Su Retrato de Luis E. Pombo (crítico de arte y amigo del artista) es considerada una de las pinturas más emblemáticas del arte uruguayo, audaz en su tiempo en composición y manejo del color.

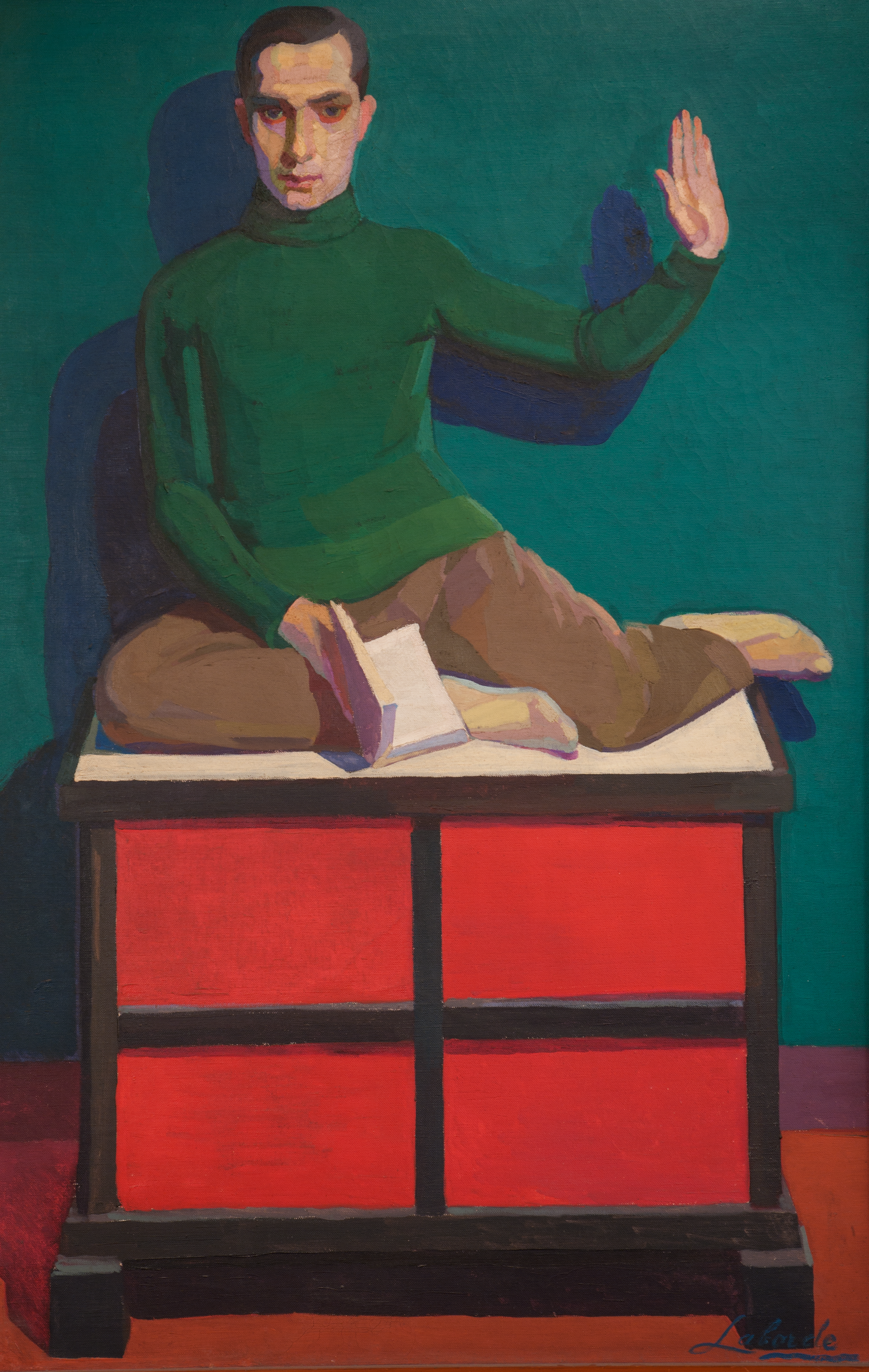
Retrato de Luis E. Pombo Óleo sobre tela, 169 x 110 cm (c. 1928) Museo Nacional de Artes Visuales.

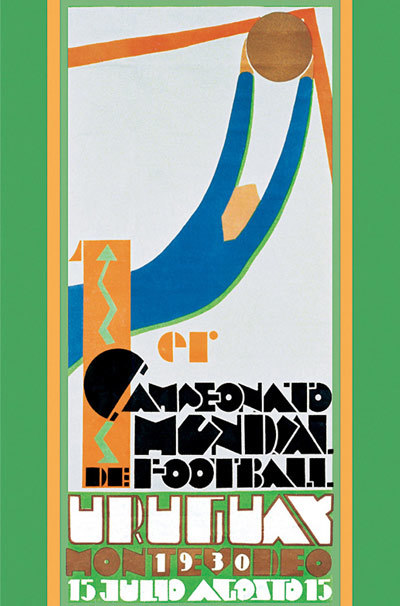
Afiche diseñado por Laborde del Primer Campeonato Mundial de Fútbol, Uruguay 1930.

También realizó esculturas (obtuvo Medalla de Oro en escultura en el Salón Municipal de 1940), se dedicó al diseño gráfico, así como al diseño de vestuario y escenografías de teatro y carnaval. 
Es el autor del afiche del Primer Campeonato Mundial de Fútbol, celebrado en Uruguay en 1930. Su afiche planista obtuvo el primer premio en el concurso organizado por la Comisión del Centenario, donde también obtuvo el tercer premio.
Fue maestro de numerosos artistas que destacaron posteriormente, entre ellos Alfredo De Simone, Héctor Sgarbi y Petrona Viera de quien fuera mentor hasta su muerte.